# Kinks (album)
Pour le groupe, voir The Kinks.
Albums de The Kinks
Kinda Kinks
(1965)
Kinks est le premier album des Kinks, paru en 1964, il contient surtout des reprises de classiques du rhythm and blues, mais aussi quatre compositions originales de Ray Davies, dont le premier succès du groupe, You Really Got Me.

## Éditions
L'album original, paru au Royaume-Uni chez Pye Records, inclut quatorze chansons, sept par face. Aux États-Unis, il est sorti sous le titre You Really Got Me chez Reprise Records avec seulement onze titres. Les trois qui manquent sont I Took My Baby Home, I'm a Lover Not a Fighter et l'instrumental Revenge. La première a paru sur le sol américain en face B du 45 tours Long Tall Sally chez un autre label, Cameo Records, tandis que les deux autres ont paru plus tard sur l'album Kinks-Size. Enfin, il existe également une édition française parue chez Vogue sous le titre Kinks, avec une seule différence par rapport à l'album britannique : Revenge y est remplacée par I Gotta Move.

## Titres

### Album original
| 1. | Beautiful Delilah         | Chuck Berry              | 2:07 |
| 2. | So Mystifying             | Ray Davies               | 2:53 |
| 3. | Just Can't Go to Sleep    | Ray Davies               | 1:58 |
| 4. | Long Tall Shorty          | Herb Abramson, Don Covay | 2:50 |
| 5. | I Took My Baby Home       | Ray Davies               | 1:48 |
| 6. | I'm a Lover Not a Fighter | J. D. « Jay » Miller     | 2:03 |
| 7. | You Really Got Me         | Ray Davies               | 2:13 |

| 8.  | Cadillac                           | Bo Diddley             | 2:44 |
| 9.  | Bald Headed Woman                  | Shel Talmy             | 2:41 |
| 10. | Revenge                            | Ray Davies, Larry Page | 1:29 |
| 11. | Too Much Monkey Business           | Chuck Berry            | 2:16 |
| 12. | I've Been Driving on Bald Mountain | Shel Talmy             | 2:01 |
| 13. | Stop Your Sobbing                  | Ray Davies             | 2:06 |
| 14. | Got Love If You Want It            | James Moore            | 3:46 |

### Rééditions
| 15. | Long Tall Sally              | Robert Blackwell, Enotris Johnson, Richard Penniman | 2:12 |
| 16. | You Still Want Me            | Ray Davies                                          | 1:59 |
| 17. | You Do Something to Me       | Ray Davies                                          | 2:24 |
| 18. | It's Alright                 | Ray Davies                                          | 2:37 |
| 19. | All Day and All of the Night | Ray Davies                                          | 2:23 |
| 20. | I Gotta Move                 | Ray Davies                                          | 2:22 |
| 21. | Louie, Louie                 | Richard Berry                                       | 2:57 |
| 22. | I Gotta Go Now               | Ray Davies                                          | 2:53 |
| 23. | Things Are Getting Better    | Ray Davies                                          | 1:52 |
| 24. | I've Got That Feeling        | Ray Davies                                          | 2:43 |
| 25. | Too Much Monkey Business     | Chuck Berry                                         | 2:10 |
| 26. | I Don't Need You Any More    | Ray Davies                                          | 2:10 |

## Musiciens

### The Kinks
- Ray Davies : guitare, harmonica, claviers, chant
- Dave Davies : guitare, chant
- Pete Quaife : basse, chant
- Mick Avory : tambourin, batterie

### Autres musiciens
- Jimmy Page : guitare à douze cordes, guitare acoustique
- Jon Lord : piano
- Bobby Graham : batterie